# Vliermaalroot
Vliermaalroot, is een deelgemeente van de Belgische gemeente Hasselt in de provincie Limburg. Van 1865 tot 1977 was Vliermaalroot een zelfstandige gemeente, in Vochtig-Haspengouw, en nadien van 1977 tot 2024 een deelgemeente van Kortessem. In de volksmond wordt Vliermaalroot vaak afgekort 't Root.

## Toponymie
Vliermaalroot werd voor het eerst vermeld in 1367 als Vlidermale Roide. Dit zou kunnen wijzen op een stichting vanuit Vliermaal. Rode is gerooid, ontgonnen bos.

## Geschiedenis
Archeologische vondsten wijzen op de aanwezigheid van Romeinen in dit gebied. De heerbaan van Tongeren via Vliermaal naar Overpelt kwam door de omgeving van Vliermaalroot.
Tot 1865 was Vliermaalroot een gehucht van Vliermaal, waarna het een zelfstandige gemeente werd. Op kerkelijk gebied behoorde Vliermaalroot tot de parochie van Vliermaal. In 1840 werd Vliermaalroot een zelfstandige parochie.
Reeds einde 18e eeuw was Vliermaalroot een straatdorp met langgerekte lintbebouwing langs de weg van Diepenbeek naar Vliermaal. Na de Tweede Wereldoorlog ontwikkelde zich ook lintbebouwing langs andere uitvalswegen, en omstreeks 1980 werd ten noordoosten van de kerk een woonwijk gecreëerd. Van landbouwdorp veranderde Vliermaalroot tot een forenzendorp.

## Geografie
Vliermaalroot ligt binnen het grondgebied van de gemeente Kortessem in het noordoosten. Het grenst in het noorden - deels afgesneden door de N76, deels door de Winterbeek - aan de gemeente Diepenbeek ('t Krijt) en in het oosten aan de gemeente Hoeselt, meer bepaald aan het dorp Romershoven. Verder grenst het in het zuidoosten aan de deelgemeente Vliermaal, in het zuidwesten aan Wintershoven en in het westen aan Kortessem zelf. De Mombeek vormt de grens tussen het grondgebied Vliermaalroot en de twee laatstgenoemden.

## Demografische ontwikkeling
- Bronnen:NIS, Opm:1831 tot en met 1970=volkstellingen; 1976 = inwoneraantal op 31 december

## Bezienswaardigheden
- Kasteel Jongenbos is een kasteel in neoclassicistische stijl uit omstreeks 1848. Het wordt omgeven door een park en een domeinbos, dat deels ligt op het grondgebied van de gemeente Diepenbeek. Het is gelegen op een voormalig leengoed van het Graafschap Loon waarvan de geschreven geschiedenis teruggaat tot 1380.
- Kasteel Ridderborn (vroeger Rendelborn) is gebouwd in het begin van de 19e eeuw en is gelegen op een voormalig Loons leengoed waarvan de geschreven geschiedenis teruggaat tot 1361.
- De neoromaanse Onze-Lieve-Vrouw Tenhemelopnemingkerk van 1864-1868. De kerk heeft een driebeukig schip, halfrond afgesloten koor en ingebouwde westertoren met ingangsportaal. Het meubilair is neoromaans van ca. 1865.
- Op het kerkhof bevindt zich een grafsteen met jaartal 1647.
- De Rootmolen aan de Herestraat bleef tot 1971 in werking. Hij werd in 1990 vakkundig gerestaureerd en maalvaardig gemaakt. Het binnenwerk is afkomstig uit een oude watermolen uit Glaaien op de Jeker. De graanzolder werd ingericht als vakantiewoning.
- Er is een overblijfsel van een 15de-eeuwse toren, van het verdwenen leengoed Wermerbos.

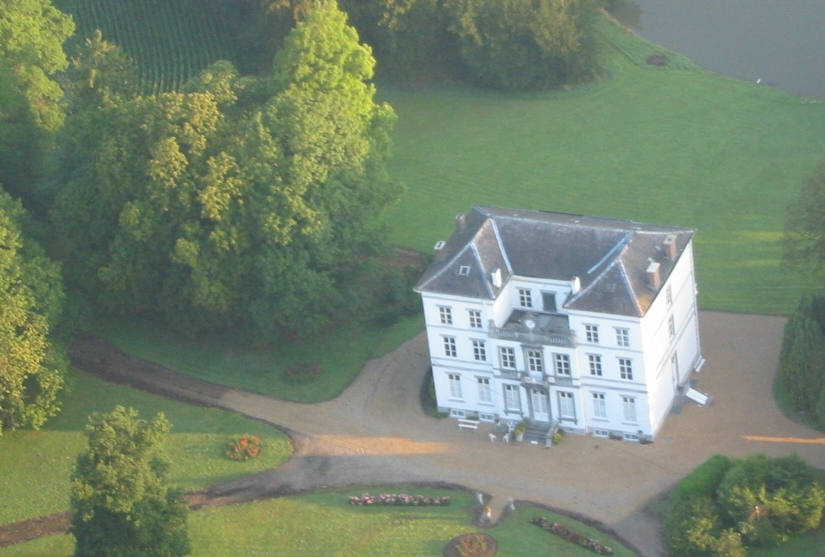
Kasteel van Jongenbos
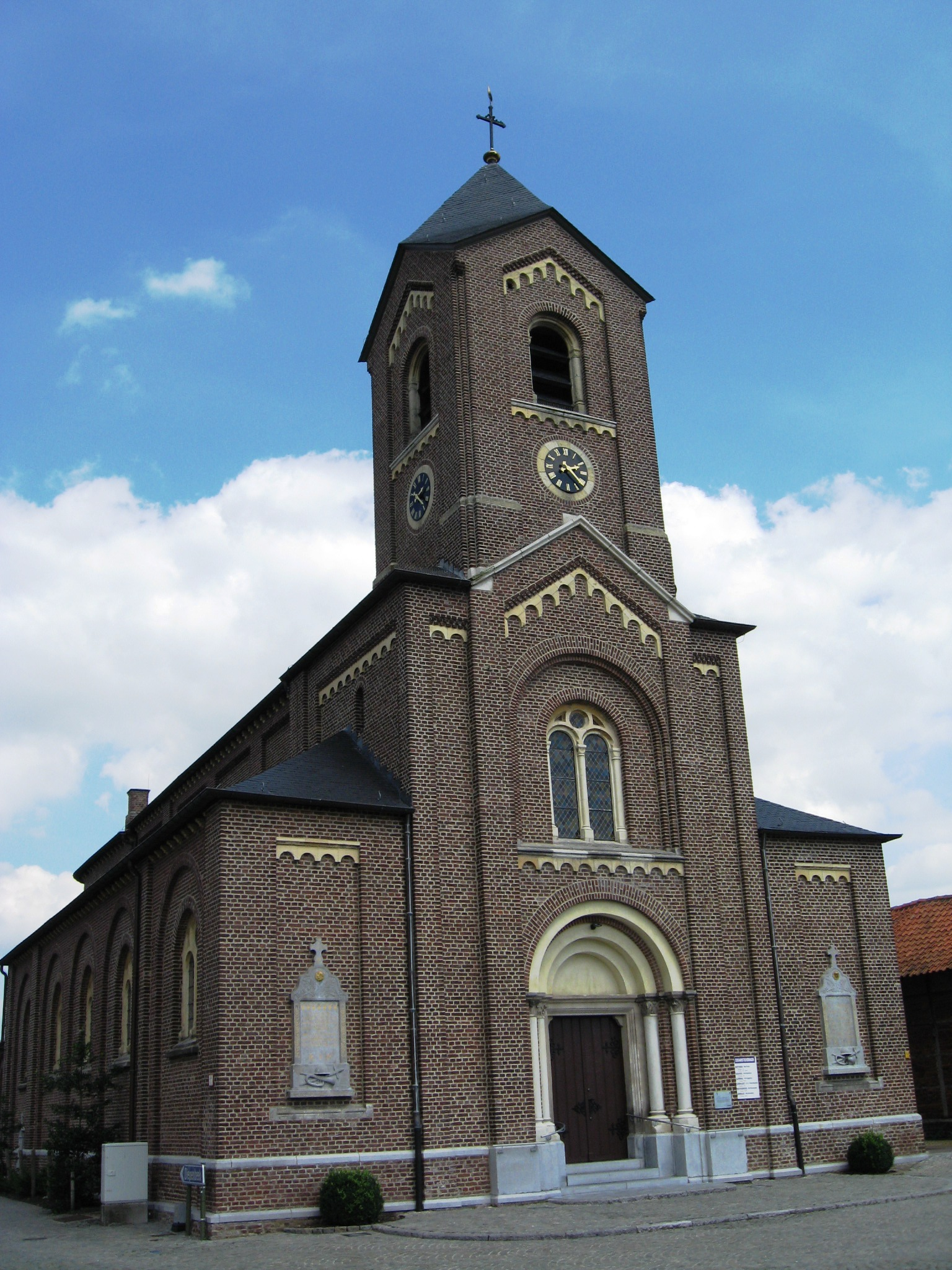
De dorpskerk van Vliermaalroot

## Natuur en landschap
Vliermaalroot ligt in Vochtig-Haspengouw in de vallei van de Mombeek. Ten noordoosten van Vliermaalroot, nabij Kasteel Jongenbos, ligt het Jongenbos, tegenwoordig nog 104 ha groot. Het huidige bos werd meer dan een eeuw geleden door baron Van der Meer aangeplant en diende als park- en jachtgebied voor het kasteel. Sedert de Tweede Wereldoorlog werd 30 ha bos tot landbouwgrond omgevormd.

## Aangrenzende (deel)gemeenten
| Aangrenzende gemeenten | Aangrenzende gemeenten | Aangrenzende gemeenten | Aangrenzende gemeenten | Aangrenzende gemeenten |
| ---------------------- | ---------------------- | ---------------------- | ---------------------- | ---------------------- |
| Diepenbeek             |                        | Diepenbeek             |                        | Romershoven            |
|                        |                        |                        |                        |                        |
| Kortessem              | Schalkhoven            |                        |                        |                        |
|                        |                        |                        |                        |                        |
| Wintershoven           |                        | Vliermaal              |                        | Vliermaal              |